# Мирнівська сільська рада (Сімферопольський район)
Ми́рнівська сільська́ ра́да — адміністративно-територіальна одиниця та орган місцевого самоврядування в Сімферопольському районі Автономної Республіки Крим. Адміністративний центр — село Мирне.

## Загальні відомості
- Населення ради: 10 628 осіб (станом на 2001 рік)

## Населені пункти
Сільській раді підпорядковані населені пункти:
- с. Мирне
- с. Білоглинка
- с. Грушеве

## Склад ради
Рада складалася з 30 депутатів та голови.
- Голова ради: Лапшина Наталля Володимирівна
- Секретар ради: Даценко Світлана Павлівна

### Керівний склад попередніх скликань
| Прізвище, ім'я, по батькові   | Основні відомості                                                         | Дата обрання | Дата звільнення |
| ----------------------------- | ------------------------------------------------------------------------- | ------------ | --------------- |
| Лакушев Віктор Петрович       | Сільський голова, 1949 року народження, безпартійний                      | 26.03.2006   | 31.10.2010      |
| Лапшина Наталля Володимирівна | Сільський голова, 1963 року народження, освіта вища, член Партії регіонів | 31.10.2010   |                 |

Примітка: таблиця складена за даними сайту Верховної Ради України

### Депутати
За результатами місцевих виборів 2010 року депутатами ради стали:

#### За суб'єктами висування
| Суб'єкт висування | Кількість обраних депутатів | %    |
| ----------------- | --------------------------- | ---- |
| Партія регіонів   | 25                          | 83,3 |
| Самовисування     | 4                           | 13,3 |
| Партія «Союз»     | 1                           | 3,3  |

#### За округами
| № округу        | Прізвище, ім'я, по батькові      | Дата визнання обраним | Освіта  | Партійна приналежність                  | Відомості про обраного депутата                                                                        |
| --------------- | -------------------------------- | --------------------- | ------- | --------------------------------------- | --- |
| Партія регіонів |                                  |                       |         |                                         | |
| 1               | Севост'янов В'ячеслав Михайлович | 04.11.2010            | вища    | член Партії регіонів                    | ТОВ «Чайка-05», директор                                                                               |
| 2               | Тахтаров Олег Олегович           | 04.11.2010            | вища    | член Партії регіонів                    | НАК «Нафтогаз України», юрисконсульт                                                                   |
| 3               | Лєдєнцов Сергій Сергійович       | 04.11.2010            | вища    | член Партії регіонів                    | центральна районна клінічна лікарня, заступник головного лікаря                                        |
| 4               | Рижаков Валерій Олександрович    | 04.11.2010            | вища    | член Партії регіонів                    | пенсіонер                                                                                              |
| 5               | Крутов Сергій Валерійович        | 04.11.2010            | середня | член Партії регіонів                    | приватний підприємець                                                                                  |
| 7               | Пономарьов Дмитро Анатолійович   | 04.11.2010            | середня | член Партії регіонів                    | СПП «Будівельник плюс», менеджер                                                                       |
| 8               | Аверін Володимир Іванович        | 04.11.2010            | вища    | член Партії регіонів                    | ТОВ «Натол», директор                                                                                  |
| 9               | Петрушина Галина Богданівна      | 04.11.2010            | вища    | член Партії регіонів                    | дошкільний навчальний заклад «Золотий ключик», завідувачка                                             |
| 11              | Козлова Людмила В'ячеславівна    | 04.11.2010            | вища    | член Партії регіонів                    | тимчасово не працює                                                                                    |
| 12              | Лубянкіна Зоя Олександрівна      | 04.11.2010            | середня | член Партії регіонів                    | пенсіонер                                                                                              |
| 13              | Наумова Світлана Володимирівна   | 04.11.2010            | середня | член Партії регіонів                    | Мирнівська сільська рада, діловод                                                                      |
| 14              | Качинський Андрій Володимирович  | 04.11.2010            | вища    | член Партії регіонів                    | тимчасово не працює                                                                                    |
| 15              | Даценко Світлана Павлівна        | 04.11.2010            | вища    | член Партії регіонів                    | Мирнівська сільська рада, спеціаліст по виконавчій роботі                                              |
| 18              | Деркач Людмила Іванівна          | 04.11.2010            | вища    | член Партії регіонів                    | дитячий сад «Сонечко», завідувачка                                                                     |
| 19              | Калинюк Ігор Вікторович          | 04.11.2010            | вища    | член Партії регіонів                    | інститут геофізики ім. С. І. Суботіна НАН України, викладач                                            |
| 20              | Кононенко Юрій Васильович        | 04.11.2010            | вища    | член Партії регіонів                    | приватний підприємець                                                                                  |
| 21              | Фльомін Олександр Олександрович  | 04.11.2010            | вища    | член Партії регіонів                    | ТОВ «ТСП Кама», комерційний директор                                                                   |
| 22              | Нікова Світлана Василівна        | 04.11.2010            | вища    | член Партії регіонів                    | Мирнівська загальноосвітня школа, викладач іноземної мови                                              |
| 23              | Циганкова Тетяна Іллівна         | 04.11.2010            | середня | член Партії регіонів                    | медичний коледж, прибиральниця                                                                         |
| 24              | Філімонов Андрій Олександрович   | 04.11.2010            | вища    | член Партії регіонів                    | Журавлівська сільська рада, юрист                                                                      |
| 25              | Клочко Микола Дмитрович          | 04.11.2010            | вища    | член Партії регіонів                    | пенсіонер                                                                                              |
| 26              | Філімонов Володимир Петрович     | 04.11.2010            | середня | член Партії регіонів                    | приватний підприємець                                                                                  |
| 27              | Єлисєєв Юрій Анатолійович        | 04.11.2010            | вища    | член Партії регіонів                    | приватний підприємець                                                                                  |
| 28              | Білик Микола Миколайович         | 04.11.2010            | середня | член Партії регіонів                    | тимчасово не працює                                                                                    |
| 29              | Беспалова Світлана Едіславівна   | 04.11.2010            | вища    | член Партії регіонів                    | Мирнівська загальноосвітня школа № 2, директор                                                         |
| Партія «Союз»   |                                  |                       |         |                                         | |
| 30              | Бабурова Світлана Володимирівна  | 04.11.2010            | середня | член Партії «Союз»                      | фельдшерсько-акушерський пункт в с. Білоглинка, завідувачка                                            |
| Самовисування   |                                  |                       |         |                                         | |
| 6               | Мойсєєв Максим Сергійович        | 04.11.2010            | вища    | член Політичної партії «Руська Єдність» | приватний підприємець                                                                                  |
| 10              | Суйінов Айдар                    | 04.11.2010            | середня | позапартійний                           | Мирнівська сільська рада                                                                               |
| 16              | Велілаєв Недім Аблайович         | 04.11.2010            | середня | позапартійний                           | приватний підприємець                                                                                  |
| 17              | Ковальов Сергій Валентинович     | 04.11.2010            | середня | член Політичної партії «Руська Єдність» | Мирнівський штаб громадської організації "Всекрымское движение «Русское Единство», заступник керівника |